# 三万昌
三万昌是江苏苏州的一家老字号茶馆。

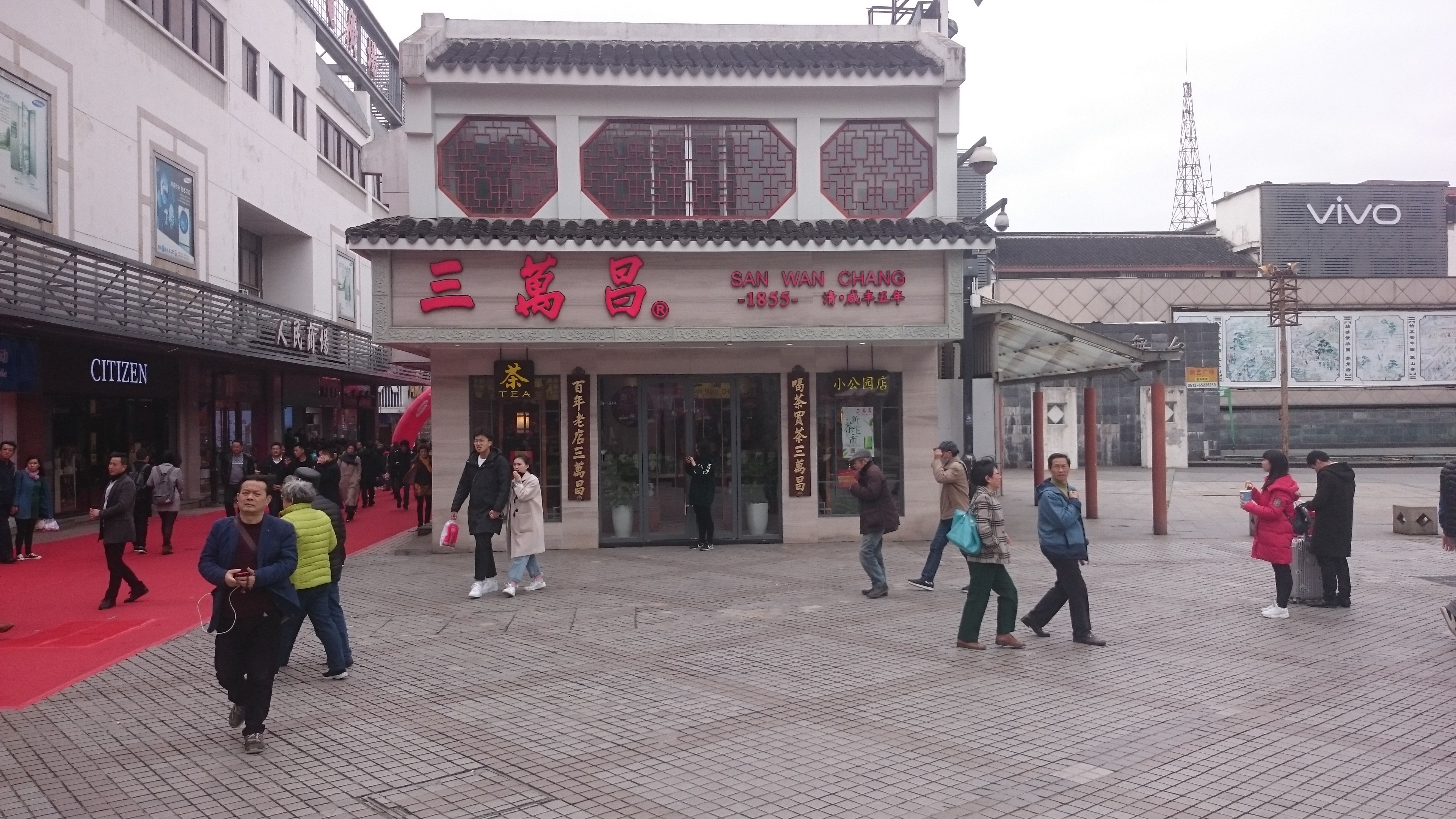
三万昌的一家门店

三万昌由苏州人盛尧明创于清咸丰五年（1855年），原址位于观前街西脚门，玄妙观雷祖殿内。茶馆内有近百桌，可容数百人喝茶，是时声名远扬。
清末时期，三万昌内汇聚了粮油市场的商贾，成为米行、油坊等洽谈交易之地，是本地知名的行情中心。除粮油市外，三万昌还设有书场，每天晚饭后固定开书，以评弹吸引顾客。苏州有俗语形容“吃茶三万昌，拆尿牛角浜”（牛角浜在玄妙观后，有厕所）。
1937年日军侵占苏州后，各业萧条，物资紧缺。三万昌内不仅涉及粮油交易，更有洋货、日用品等，甚至黄金、银元买卖也在其中。来者鱼龙混杂，一时十分混乱。
新中国成立后，三万昌依然在一段时期内作为粮油交易市场存在。文革期间茶馆业受到冲击，三万昌就此没落。1990年代在当局支持下三万昌重开，设店位于玄妙观对面。保留茶馆的同时，自产自销洞庭碧螺春茶叶为招牌，兼营全国各地名茶。2000年代三万昌在苏州各地开出分店，并在南京开店。
三万昌在太湖西山拥有2000余亩茶园，种植碧螺春，产品远销海内外。2010年被中华人民共和国商务部评为“中华老字号”。